# Långön
Långön este o arie protejată (arie specială de conservare — SAC, sit de importanță comunitară — SCI) din Suedia întinsă pe o suprafață de 13,4 ha, integral pe uscat.

## Localizare
Centrul sitului Långön este situat la coordonatele 60°46′52″N 16°06′32″E / 60.7811°N 16.1089°E.

## Înființare
Situl Långön a fost declarat sit de importanță comunitară în aprilie 2003 pentru a proteja un număr necunoscut de specii din flora spontană și fauna sălbatică aflate în arealul zonei. Situl a fost protejat și ca arie specială de conservare în martie 2011.

## Biodiversitate
Situată în ecoregiunea boreală, aria protejată conține 2 habitate naturale: Mlaștini împădurite, Taiga vestică.
La baza desemnării sitului se află un număr nedeclarat de specii protejate.